# Caja Rural-Seguros RGA/2025
Deze pagina geeft een overzicht van de Caja Rural-Seguros RGA-wielerploeg in 2025.

## Algemene gegevens
Teammanager: Juan Manuel Hernandez Esquisabel
Ploegleiders: Jose Miguel Fernandez Reviejo, Eneko Iparragirre, Rubén Martínez, Genaro Prego, Juan-Carlos Vazquez
Fietsmerk: MMR
Kleding: Gsport

## Renners
| Naam                   | Geboortedatum | Nationaliteit       | Ploeg 2024                     |
| ---------------------- | ------------- | ------------------- | ------------------------------ |
| Julen Arriola-Bengoa   | 16-02-2001    | Spanje              |                                |
| Daniel Babor           | 22-10-1999    | Tsjechië            |                                |
| Abel Balderstone       | 07-07-2000    | Spanje              |                                |
| Fernando Barceló       | 06-01-1996    | Spanje              |                                |
| Sebastian Berwick      | 15-12-1999    | Australië           |                                |
| Joan Bou               | 16-01-1997    | Spanje              | Euskaltel-Euskadi              |
| Jan Castellon          | 31-07-2003    | Spanje              | Caja Rural - Alea              |
| Sergi Darder           | 30-06-2003    | Spanje              | Illes Balears Arabay Cycling   |
| Alex Diaz              | 28-07-2001    | Spanje              | Caja Rural - Alea              |
| Samuel Fernández       | 11-07-2003    | Spanje              |                                |
| Abner González         | 09-10-2000    | Puerto Rico         | Efapel Cycling                 |
| Jaume Guardeño         | 20-02-2003    | Spanje              |                                |
| Javier Ibañez          | 29-11-2001    | Spanje              | Caja Rural - Alea              |
| Calum Johnston         | 01-11-1998    | Verenigd Koninkrijk |                                |
| Iúri Leitão            | 03-07-1998    | Portugal            |                                |
| Joseba López           | 05-03-2000    | Spanje              |                                |
| Alex Molenaar          | 13-07-1999    | Nederland           | Illes Balears Arabay Cycling   |
| Joel Nicolau           | 23-12-1997    | Spanje              |                                |
| Jakub Otruba           | 30-01-1998    | Tsjechië            | ATT Investments                |
| Francisco Joel Peñuela | 01-02-2001    | Venezuela           | Rádio Popular-Paredes-Boavista |
| Eduard Prades          | 09-08-1987    | Spanje              |                                |
| Guillermo Thomas Silva | 30-12-2001    | Uruguay             |                                |
| Gorka Sorarrain        | 21-05-1996    | Spanje              |                                |
| Tyler Stites           | 18-03-1998    | Verenigde Staten    | Project Echelon Racing         |

### Stagiairs
Per 1 augustus 2025
| Naam           | Geboortedatum | Nationaliteit | Vorige ploeg    |
| -------------- | ------------- | ------------- | --------------- |
| Gorka Corres   | 5-06-2005     | Spanje        | Caja Rural-Alea |
| Pablo Lospitao | 19-07-2005    | Spanje        | Caja Rural-Alea |
| Iker Perez     | 20-10-2004    | Spanje        | Caja Rural-Alea |

### Vertrokken
| Naam                     | Geboortedatum | Nationaliteit | Ploeg 2025                   |
| ------------------------ | ------------- | ------------- | ---------------------------- |
| Orluis Aular             | 05-11-1996    | Venezuela     | Movistar Team                |
| Tomáš Bárta              | 28-04-1999    | Tsjechië      | Epronex-Hungary Cycling Team |
| Jefferson Alveiro Cepeda | 02-03-1996    | Ecuador       | Movistar Team                |
| Josu Etxeberria          | 09-09-2000    | Spanje        | ?                            |
| David González           | 21-02-1996    | Spanje        | Q36.5 Pro Cycling Team       |
| Mulu Kinfe Hailemichael  | 12-06-1999    | Ethiopië      | ?                            |
| Jokin Murguialday        | 19-03-2000    | Spanje        | Euskaltel-Euskadi            |
| Michal Schlegel          | 31-05-1995    | Tsjechië      | Elkov-Kasper                 |

## Overwinningen
| Nationale kampioenschappen wielrennen Spanje - tijdrit: Abel Balderstone Uruguay - wegwedstrijd: Thomas Silva Trofeo Palma Iúri Leitão Ruta del Sol Bergklassement: Thomas Silva Ronde van Turkije Ploegenklassement: *1) Ronde van Cova da Beira 1e etappe Thomas Silva Ronde van Qinghai 2e etappe: Thomas Silva Trofeo Joaquim Agostinho 1e etappe: Jakub Otruba Puntenklassement: Sergi Darder |

*1) Ploeg Ronde van Turkije: Arriola-Bengoa, Babor, Balderstone, Johnston, Otruba, Sorarrain, Stites
Burgos-Burpellet-BH · Caja Rural-Seguros RGA · Equipo Kern Pharma · Euskaltel-Euskadi · Israel-Premier Tech · Lotto · Q36.5 Pro Cycling Team · Team Flanders-Baloise · Team Novo Nordisk · Team Polti VisitMalta · Toscana Factory Team Vini Fantini · TotalEnergies · Tudor Pro Cycling Team · Unibet Tietema Rockets · Uno-X Mobility · VF Group-Bardiani CSF-Faizanè · Wagner Bazin WB
2010 · 2011 · 2012 · 2013 · 2014 · 2015 · 2016· 2017· 2018· 2019 · 2020· 2021· 2022 · 2023 · 2024 · 2025